# Illicium ridleyanum
Illicium ridleyanum är en tvåhjärtbladig växtart som beskrevs av A. C. Smith. Illicium ridleyanum ingår i släktet Illicium och familjen Schisandraceae. Inga underarter finns listade.